# Sexy (Vjerka Serdjučka)
| Recensione | Giudizio |
| ---------- | -------- |
| InterMedia | 7/10     |

Sexy è il secondo EP della cantante ucraina Vjerka Serdjučka, pubblicato il 4 settembre 2020 dalla Mama Music.

## Tracce
1. Swedish Lullaby – 3:15 (Andreas Öhrn, Chris Wahle, Peter Boström)
2. Sexy – 3:19 (Andreas Öhrn, Peter Boström)
3. Disco Kicks – 3:06 (Andreas Öhrn, Peter Boström)
4. Make It Rain Champagne – 2:53 (Andreas Öhrn, Peter Boström)